# Кардинальный синус

Графики нормированной и ненормированной функций sinc(x) в диапазоне −7π ≤ x ≤ 7π.

Кардина́льный си́нус, sinc (от лат. sinus cardinalis) — математическая функция. Обозначается sinc(x). Имеет два определения — для нормированной и ненормированной функции sinc соответственно:
1. В цифровой обработке сигналов и теории связи нормированная функция sinc обычно определяется как
{\displaystyle \operatorname {sinc} \left(x\right)=\left\{{\begin{array}{*{35}l}{\frac {\sin \left(\pi x\right)}{\pi x}}&;&x\neq 0\\1&;&x=0\\\end{array}}\right.}
2. В математике ненормированная функция sinc определяется как 
{\displaystyle \operatorname {sinc} \left(x\right)=\left\{{\begin{array}{*{35}l}{\frac {\sin \left(x\right)}{x}}&;&x\neq 0\\1&;&x=0\\\end{array}}\right.}

Нормировка функции выполняется из условия:
{\displaystyle \int \limits _{-\infty }^{+\infty }{\frac {\sin ax}{ax}}\,dx=1}
откуда {\displaystyle a=\pi .}
для ненормированной функции ({\displaystyle a=1}):
{\displaystyle \int \limits _{-\infty }^{+\infty }{\frac {\sin x}{x}}\,dx=\pi .}
В обоих случаях значение функции в особой точке x = 0 явным образом задаётся равным единице (см. Замечательные пределы). Таким образом, функция sinc аналитична для любого значения аргумента.

## Свойства
Нормированная функция sinc обладает следующими свойствами:
- {\displaystyle \operatorname {sinc} \left(0\right)=1} и {\displaystyle \operatorname {sinc} \left(k\right)=0} для всех {\displaystyle k\neq 0} и {\displaystyle k\in \mathbb {Z} } (целые числа); то есть это интерполянт.

- функции {\displaystyle x_{k}\left(t\right)=\operatorname {sinc} \left(t-k\right)} формируют ортонормированный базис для функций в функциональном пространстве {\displaystyle L^{2}\left(\mathbb {R} \right)}, с наибольшей круговой частотой {\displaystyle \omega _{H}=\pi }.

- Локальные максимум и минимум ненормированной функции sinc находятся в точках, где значения функции sinc совпадают со значениями косинусоиды (точках пересечения графиков sinc и cos) - условие равенства нулю производной {\displaystyle {\frac {\sin x}{x}}} (локальный экстремум в точке {\displaystyle x=a}) выполняется при условии {\displaystyle {\frac {\sin a}{a}}=\cos a}.

- Ненормированная функция sinc обращается в ноль при значениях аргумента, кратных π, а нормированная функция sinc — при целых значениях аргумента.

- Интегральный синус определяется через интеграл от функции sinc(x).

- Непрерывное преобразование Фурье нормированной функции {\displaystyle \operatorname {sinc} \left(x\right)={\frac {\sin \pi x}{\pi x}}} (для единичного интервала частот) равно прямоугольной функции {\displaystyle \operatorname {rect} \left(f\right)}.

{\displaystyle \int \limits _{-\infty }^{\infty }\operatorname {sinc} \left(t\right)\,e^{-2\pi ift}dt=\operatorname {rect} \left(f\right)},
где прямоугольная функция — функция, принимающая значение 1 для любого аргумента из интервала между −½ и ½, и равная нулю при любом другом значении аргумента.
- Разложение в бесконечное произведение:

{\displaystyle \operatorname {sinc} \left(x\right)={\frac {\sin \pi x}{\pi x}}=\prod _{n=1}^{\infty }\left(1-{\frac {x^{2}}{n^{2}}}\right)}
- Выражение через гамма-функцию:

{\displaystyle \operatorname {sinc} (x)={\frac {\sin \pi x}{\pi x}}={\frac {1}{\Gamma \left(1+x\right)\Gamma \left(1-x\right)}}}
где {\displaystyle \Gamma \left(x\right)} — гамма-функция.

## Использование и приложения
- Как преобразование Фурье прямоугольной функции sinc-функция возникает в задаче распространения волн из ближнего поля в дальнее поле (дифракция Фраунгофера, дифракция на щели). sinc-функция встречается в теории антенн, радаров, в акустике и т. д.
- Э. Т. Уиттекер показал, что sinc-функция играет центральную роль в теории интерполяции на сетке эквидистантных точек.
- В теории связи sinc-функция часто позволяет восстановить аналоговый сигнал по его отсчётам однозначно и без потерь (теорема Котельникова).
- Та же идея лежит в основе фильтра Ланцоша, применяемого, в частности, для передискретизации сигналов.
- Часто стремятся снизить влияние вторичных максимумов модуля, которые приводят к нежелательным боковым лепесткам диаграммы направленности.
- Часто используется квадрат sinc-функции, дающий интенсивность или мощность сигнала, амплитуда которого описывается sinc-функцией.
- Так как значения быстро уменьшаются с ростом аргумента, квадрат sinc-функции часто представляют в логарифмическом масштабе.

### Обработка сигналов
sinc-фильтр — идеальный электронный фильтр, который подавляет все частоты в спектре сигнала выше некоторой частоты среза, оставляя все частоты ниже этой частоты неизменными. В частотной области (АЧХ) представляет собой прямоугольную функцию, а во временно́й области (импульсная характеристика) — sinc-функцию.